# Attaque de tigre

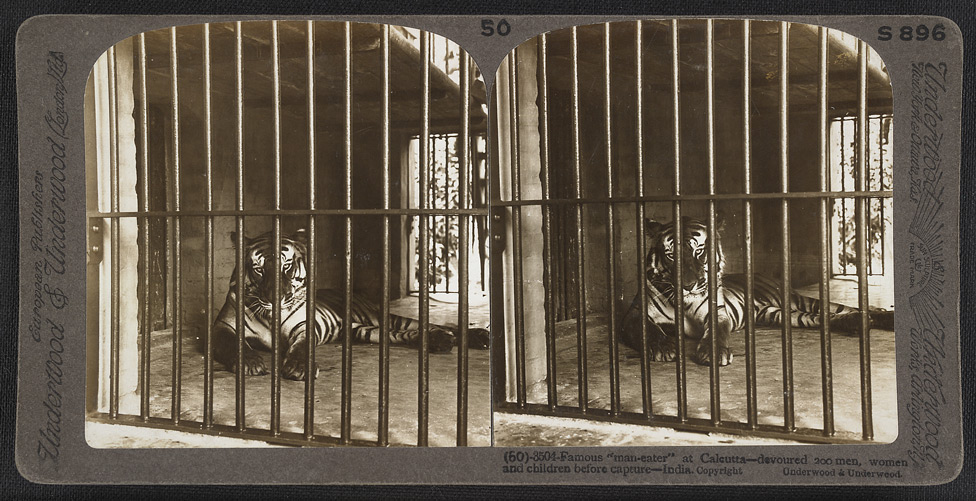
Tigre surnommé le mangeur d'hommes, ayant dévoré 200 hommes, femmes et enfants avant sa capture. Calcutta, 1903.

L'attaque de tigre ou attaque du tigre est une des formes de conflit entre l'homme et la vie sauvage. Elle a lieu pour des raisons diverses et a provoqué plus de pertes humaines que les attaques des autres fauves contre les hommes. Une étude estime ainsi qu'au moins 373 000 personnes seraient mortes entre  1800 et 2009 à la suite d'attaques de tigre, la plupart de ces attaques étant perpétrées en Asie du Sud et du Sud-Est. Ces attaques ont cependant diminué progressivement après qu'elles ont atteint un pic au cours du XIXe siècle. Le phénomène perdure aujourd'hui dans une moindre mesure au Sundarbans.